# Lyconodes argenteus
Lyconodes argenteus és una espècie de peix pertanyent a la família dels merlúccids i l'única del gènere Lyconodes.

## Descripció
- Pot arribar a fer 4,5 cm de llargària màxima.
- El cos és més fosc al dors i pàl·lid a la zona ventral.
- 110 radis tous a l'aleta dorsal i 94 a l'anal.[2][3]

## Hàbitat
És un peix marí, pelàgic-oceànic i de clima subtropical.

## Distribució geogràfica
Es troba a l'Atlàntic sud-oriental: el cap de Bona Esperança (Sud-àfrica).

## Observacions
És inofensiu per als humans.